# FK Guliston
El FK Guliston (en uzbeko: Гулистон футбол клуби) (en tayiko: Dastai futboli Guliston) es un equipo de fútbol de Uzbekistán que juega en la Primera Liga de Uzbekistán, la segunda categoría de fútbol en el país.

## Historia
Fue fundado en el año 1962 en la ciudad de Guliston en la región de Sirdaryo con el nombre Shifokor, donde estuvo en las ligas aficionadas durante la época soviética.
Tras la independencia de Uzbekistán se convirtió en uno de los equipos fundadores de la Primera Liga de Uzbekistán, y también se convirtió en el primer campeón de la segunda categoría en Uzbekistán, logrando el ascenso a la Liga de fútbol de Uzbekistán, donde permaneció por dos temporadas hasta que descendió en 1994.
En 1999 lograría el ascenso a la Liga de fútbol de Uzbekistán nuevamente, pero descendería tras solo una temporada. En 2001 se fusiona con el FK Yangiyer y dan origen al FK Sirdaryo con el fin de que existiera un solo equipo que representara a la región en fútbol profesional.
En 2002 regresa a la Liga de fútbol de Uzbekistán para descender tras una sola temporada; y para el 2009 la fusión se deshace y vuelven a ser dos equipos separados.

## Nombres
- 1962-1994: Shifokor Guliston
- 1994-2001: FK Guliston
- 2001-2008: FK Sirdaryo
- 2009-: FK Guliston

## Palmarés
- Primera Liga de Uzbekistán: 2

1992, 2002

## Jugadores

### Kits
2011-  Nike